# Сінгури
Сінгури́ — село в Україні, у Новогуйвинській селищній громаді Житомирського району Житомирської області. Населення становить 1737 осіб.

## Географія
Через село тече річка Волиця, ліва притока Коденки.

## Історія
Люди в околицях села жили з ранньослав'янських часів. Поруч з селом знаходяться кургани VI-ХІІІ ст., в селі до середини XX ст. існувало городище-замчище ХІІ-ХІІІ та XVI—XVIII ст, поблизу печери.

### Походження назви
Існує аматорська легенда: територія, де зараз розташоване село, належала польському графу Гурі. Там же проживав його син. Він був дуже заможний і перед смертю всі свої скарби заховав неподалік свого маєтку — у лісах. Всіх, хто брав у цьому участь також було поховано на тому ж місці. Із тих часів селище назвали СинГури. В місцевих жителів існує інша легенда. У володаря земель був син — звали його Гурі, в 16 років він втопився в місцевому ставку, от в честь його батько і назвав село Син Гурі.
Щоправда, родина Синкгурів дійсно володіла цими землями.
Версія про звичайну помилку в написанні слова "снігури" більшістю до уваги не береться. 

### У складі Великого князівства Литовського та Речі Посполитої
Приписне село під назвою Рудники (назва походить від струмка Гнила Рудка, притоки Гуйви), де проживало 9 чоловік, згадується 1471 року в інвентарі міста Житомира під час люстрації Київської землі князівством Литовським.
На початку XVI століття землі в окрузі Шумська та Троянова переходять у власність Грицька Воронича, а в середині століття – Василю Тишкевичу.
1584 року в Книзі Київського підкоморського суду у Житомирському повіті зустрічається пан Андрій Тимофійович Синкгур з сином Іваном, власник замку (маєтку) Рудники, граничного з селищем Прєжовом, Семена Івановича Прєжовського. Рід Синкгурів –тюрського походження.
В актах Житомирського городцького уряду 1588 року згадується власник села – шляхтич Іван Андрійович Сингур з дружиною Пелагеєю та донькою Марією (дружина Григорія Кочурського).
Документальна згадка під назвою Сингури 16 квітня 1665 року, в заяві старости Житомирського Яна-Остафія Тишкевича (польськ. — Jan Ostafi Tyszkiewicz) про те, що отриманий ним по заставі маєток Сингури, придбаний у невістки Олени Воронич (донька Федора Олександровича), вдови Кшиштофа за 400 злотих, спорожнів внаслідок міжусобної війни. Млин та двір зруйновані, від греблі лишився лиш слід.
Також згадується 22 лютого 1701 р. в скарзі Олександри Головинської (до шлюбу Воронич) з Шумська на Мартина і Михайла Микульських, дядька її Філона Олександровича (також дядько Олені Тишкевич) та сина його Михайла Вороничів, які відмовлялися повернути їй взяті у неї гармати та мортири, якими вони зміцнювали оборону свого замку в Сингурах під час козацьких смут.
В актах інвентарного опису села 1736 року, у власності Франциски Глембоцької (до шлюбу — Горайська, праонука Кшиштофа Тишкевича) вказано двір на два будинки з пічками та будинком для челяді з коморою, фільварок, стару винницю. Війт Тарас. Повинності підданих селян — по дню панщини управителю, по мотку пряжі випрясти. Млин один в Сінгурах, другий — на річці Гуйві, орендовані корчмарем.
У 1746 році на кошти прихожан в селі була побудована церква Воздвиження честного Хреста. Пізніше з'явилась церковно-приходська школа.
На 1754 рік село у власності Брацлавського підстолія (1746—1770 рр.), стольника Київського (1770—1784 рр.), дворянина Феліціана Глембоцького (польськ. — Głębocki Felicjan), сина Антонія та Франциски (польськ.— Antoniego i Franciszki z Gorajskich). Близько 1768 року, по смерті Ядвиги Воронцович, втратив землі та виплатив кошти на користь спадкоємиці Воронич. Проте, суд зобов'язав повернути землі Коденського ключа та частину Солотвина Феліціану і його спадкоємцям.
Відносилось до Житомирського повіту Київського воєводства.

### У складі Російської імперії
З 1793 року у складі Троянівської волості Житомирського повіту Волинської губернії Російської імперії.
У 1839 році частину Сінгурів у дворянина Ігнація Антоновича Трипольського (польськ. — Ignacy Trypolski, його мати Катерина Йосипівна з Глембоцьких — племінниця Феліціана), викупив Адам Андрійович Вітошинський (польськ. — Adam Witoszyński).
Станом на 1860 рік селом володіли Вітошинський (81 десятина 1200 сажнів), Розенберг (133 десятини 2161 сажнів), Уляницький (263 десятини 704 сажні) та Яновський (415 десятин).
Наприкінці XIX століття Сінгури належали двом родинам — Єзерським та Трипольським.
У 1906 році в селі проживало 616 чоловік.
На 1913 рік працювали бакалійна та винна лавка, паровий млин Бубнова А. І.
Землями села володіли Вержбицька Я. К., Карпович Є. А., Чайковський А.

### У складі УРСР
У 1928 році чотири класну школу переведено у будинок Бубнової — садибі першої чверті ХІХ ст, а згодом школа стала семирічною. Церкву зруйнували, а на її місці влаштували склад. Із дерев'яного матеріалу церкви було побудовано амбар склад для зерна і у зовсім іншій стороні села. І досі можна бачити намальовані ліки святих на дошках з церкви.

### Голодомор 1932—1933 років
Село постраждало внаслідок геноциду українського народу, проведеного урядом СРСР 1932—1933. За даними Державного архіву Житомирської області, під час голодомору померло 89 чоловік.

### Друга світова війна
16 листопада 1942 року очільник генерального округу "Житомир" Ернст Ляйзер видав наказ про створення адміністративного округу "Геґевальд" ("Заповідний ліс"), Сюди увійшло 29 сіл, об’єднаних у чотири опорні пункти: Маєнфельд (центр село Сінгури), Троя (центр село Троянів), Штюц (центр село Рудне), Ам Хюґель (центру встановити не вдалося). Протягом трьох тижнів восени 1942 року до "Геґевальду" з північних районів генерального округу "Житомир" переселили 6362 фольксдойче: 2371 жінку, 1579 чоловіків, 2412 дітей. До кінця року кількість жителів зросла до 8 тисяч. 
До Червоної армії мобілізовано 227 жителів села, 120 з них загинуло.
Під час окупації нацисти влаштували в приміщенні школи стайню.
Село зайняте Червоною армією 31 грудня 1943 року.

### Радянський період (1950-1990-ті)
У 1957, 1959 та 1962 роках на братських могилах встановлено пам'ятники: могила поблизу школи (23 чол.), також — дві на кладовищі (13 чол. та 126 чол.) та на околиці села (44 чол.).
У 1974 році поблизу районного Будинку культури встановлено пам'ятник воїнам-односельчанам, які загинули.
У 1978 році збудовано нове приміщення школи.
Було центром Сінгурівської сільської ради.

## Сучасність
У Сінгурах працює загальноосвітня школа І — ІІІ ступенів, дошкільний навчальний заклад «Дивограй», музична школа.
На місці розібраного радянською владою храму, тепер новий Свято-Хрестовоздвиженський храм ПЦУ — від 2 лютого 2019 року. Навесні 2014 року були освячені дзвони. Також у селі є церква адвентистів.
В 1992 році при Будинку культури Машковським М. В. створено вокально-інструментальний ансамбль «Джерела». Також тут працює народний хор та хореографічний колектив «Посмішка».
З 2000 року в селі запрацював цех по переробці м'яса, відомий як «Сінгурівські ковбаси».
В будівлі парового млина, що зберігся, відкрито ресторан.
19 липня 2020 року, в результаті адміністративно-територіальної реформи та ліквідації Житомирського району (1939—2020), село увійшло до складу новоутвореного Житомирського району.
25 серпня 2023 року під час зіткнення двох навчально-бойових літаків L-39 майора В'ячеслава Мінки та майора Сергія Проказіна біля с. Сінгури на Житомирщині загинув капітан Андрій Пільщиков. Про смерть майора Андрія Пільщикова повідомив телеканал CNN і широко висвітлили українські ЗМІ, які опублікували повні архівні фотографії, на яких можна розпізнати його обличчя.
Від початку повномасштабного вторгнення громада с. Сінгури бере активну участь у зміцненні обороноздатності країни. З 02.03.2022 р, працює Громадська організація «Волонтерський рух «Обʼєднані». Організація створена активними громадянами, які у свій вільний час допомагають ЗСУ.

## Населення

### Мова
Розподіл населення за рідною мовою за даними перепису 2001 року:
| Мова            | Кількість | Відсоток |
| --------------- | --------- | -------- |
| українська      | 1683      | 96.89%   |
| російська       | 51        | 2.94%    |
| білоруська      | 1         | 0.06%    |
| інші/не вказали | 2         | 0.11%    |
| Усього          | 1737      | 100%     |

## Особистості
- Марцинюк Трохим Пилипович — член Української Центральної Ради (1917—1918 рр.).

- Вознюк Артем Михайлович – 16.07.1990 – 16.10.2022р.р.  У квітні 2022 року був призваний на військову службу під час загальної мобілізації до лав Збройних Сил України.  Життя Героя обірвалося під час боїв  у м. Бахмут Донецької області.  Похоронений на кладовищі села Сінгури.

- Волощук Леонід Іванович, 25.11.1977 - 18.06.2022р.р. житель с. Сінгури Житомирського району. Строкову військову службу проходив у Чорноморському  флоті в місті Очаків Миколаївської області. Довгий час служив у десантній групі при аеродромі у селищі міського типу Озерне. З початку військової агресії росії проти України добровольцем пішов на фронт. Воював на Сході України. В напрямку м. Костянтинівка Донецької області, Леонід  Іванович  отримав поранення несумісне з життям. Похоронений на кладовищі села Сінгури.

- Джоджек Петро Федорович, 26.01.1965 р.-13.02.2024 р. народився в м. Болехів, проживав разом із сімʼєю в с. Сінгури, брав участь в АТО з 2014 р., під час широкомасштабного вторгнення з 25.02. 2022 р. пішов добровольцем до 115 ТРО, загинув в Покровському районі, с. Костянтинопольське.

Найбільш за все любив Україну!